# Mario Merlino
Mario Michele Merlino né le 2 juin 1944 à Rome est un néo-fasciste et anarchiste italien, historien, publiciste, philosophe et écrivain. Combattant de l'Avant-Garde Nationale , proche allié de Stefano Delle Chiaie. Militant du mouvement étudiant néofasciste, participant à la bataille de Valle Giulia et à plusieurs autres affrontements de rue. Fondateur du Cercle anarchiste du 22 Mars. Développeur de doctrine et principal idéologue de l'« anarcho-fascisme ». Militant du « lead seventies ». Il fut jugé pour l'attentat terroriste du 12 décembre 1969 et fut complètement acquitté. Il est l'auteur de nombreux ouvrages socio-philosophiques et historico-artistiques.

## Néofasciste radical
Il est né dans une famille de fascistes convaincus.

« Le 2 juin 1944, mon père aperçut un soldat allemand caché dans un monastère. Juste à ma naissance. Le soldat a jeté son fusil. Il fallait que quelqu’un l’élève pour continuer la lutte éternelle du sang contre l’or.
— Mario Merlino »

Adolescent, il a participé à plusieurs reprises à des combats avec des pairs d'opinion communiste. Il a étudié à l'Université de Rome et était membre de l' organisation étudiante d'extrême droite FUAN-Caravella . Il a pris une part active aux discussions philosophiques et politiques. Il a travaillé sur une synthèse idéologique du néo-fascisme et de l'anarchisme .
De 1962 à 1965, il fut membre du parti légal néo-fasciste Mouvement Social Italien (MSI). Il appartenait à l'aile radicale de Giorgio Almirante. Il a quitté le parti, déçu par la position modérée du leader parlementaire Arturo Michelini. Il était membre du groupe militant néofasciste Avanguardia Nazionale dirigé par Stefano Delle Chiaie. Faisant partie d'un groupe de vétérans fascistes et de militants néo-fascistes, il a rencontré le prince Junio Valerio Borghese.
Dans le même temps, Mario Merlino interagit activement avec les anarchistes. Il fut et reste l'un des principaux idéologues de l'anarcho-fascisme, le développeur de cette doctrine.

## Militant d'Avanguardia Nazionale, accusation et acquittement
Le 1er mars 1968, Mario Merlino rejoint la direction du groupe protestataire étudiant. Il a participé à la bataille de Valle Giulia (Battaglia di Valle Giulia). Le 16 mars 1968, il participe à un affrontement entre les militants de l'AN et les communistes.
Le 16 décembre 1969, Mario Merlino est arrêté au sein d'un groupe de militants anarchistes. Ils ont été accusés d'avoir organisé trois attentats à la bombe à Rome, coordonnés avec celui de Milan sur la Piazza Fontana. L’origine de cet attentat terroriste n’a pas été entièrement élucidée à ce jour. Lors des interrogatoires, Merlino et Delle Chiaie se sont fourni un alibi. Merlino a passé trois ans en prison. Sa culpabilité dans les attentats terroristes n'a pas été prouvée. Il est finalement acquitté en janvier 1986.

## Activité politique continue
Mario Merlino reprend son étroite collaboration avec Stefano Delle Chiaie après son retour en Italie à la fin des années 1980. Merlino n'appartient pas formellement aux structures politiques modernes, mais défend activement les positions de l'anarcho-fascisme et du nationalisme révolutionnaire.
En 2013-2014, les discours de Merlino sur la situation en Russie et en Ukraine et les analogies historiques ont commencé à être remarqués.
« Le soulèvement de Reggio de Calabre s'avère être le seul exemple d'une lutte ouverte du peuple, lorsqu'une ville entière s'est tenue sur les barricades, est descendue dans la rue, et que les dirigeants eux-mêmes se sont retrouvés dans la rue et se sont reconnus sur les barricades. ... Vous pouvez y regarder de plus près - et faire des parallèles dans l'histoire - des phénomènes similaires se sont déjà produits, il s'agit du soulèvement des marins à Cronstadt ou de la Makhnovchtchina en Ukraine...
Je ne comprends toujours pas quel rôle attribuer à Poutine en Russie ou en Russie sans Poutine. Toutefois, je suis convaincu que le facteur russe ne peut être ignoré. Ce n’est que grâce à la Russie que nous pourrons trouver une solution au problème euro-asiatique.
— Mario Merlino »
En son propre nom, ainsi qu'au nom de Delle Chiaie, Merlino s'est prononcé en faveur de l'Euromaidan : Siamo noi, Stefano ed io, che rispettiamo la vostra battaglia  - "Nous - Stefano et moi - respectons votre lutte". Dans le même temps, Merlino a mis en garde l'Ukraine contre un rapprochement avec l'Union européenne, dans les structures de laquelle il voit le danger d'une répression bureaucratique et d'un asservissement financier des mouvements populaires.

« Mario Merlino (né en 1944), ami et collègue de Delle Chiaie au sein de l'Avant-Garde Nationale, a passé toute sa vie à essayer de synthétiser l'idéologie anarchiste et fasciste, tant en théorie qu'en pratique, en essayant d'attirer dans le mouvement la jeunesse anarchiste sympathique à gauche. rangs des néo-fascistes. Il a réussi à être simultanément membre du « Club Bakounine », organisé par des anarchistes, et à visiter la Grèce sous le règne des « colonels noirs » afin d'acquérir, selon lui, une expérience « avancée » dans l'organisation de l'administration publique. Jusqu'à présent, il a été actif dans la vie intellectuelle et politique italienne et fait des déclarations politiques. L'une de ses dernières apparitions était associée à un discours en Ukraine, dans lequel il soutenait le Secteur droit et d'autres groupes d'extrême droite ukrainiens. »

Le 21 juin 2014, Mario Merlino est intervenu à Rome lors de la conférence de la Solidarité sociale (l'événement était dédié au 54e anniversaire de l'Avant-garde nationale) avec un rapport sur la « Bataille de Valle Giulia ». Le 28 juin 2015 , lors de la prochaine conférence « Solidarité sociale », Mario Merlino a lu aux délégués un message des « camarades russes et ukrainiens » - sur la lutte commune pour « une nouvelle Europe des peuples - libérée du pouvoir des financiers et des fonctionnaires ».